# 와타나베 아키라
와타나베 아키라(일본어: 渡辺明, 1984년 4월 23일 ~ 일본 도쿄)은 일본의 쇼기 기사이다.

## 약력 및 입단
- 1984년 4월 23일 일본 도쿄도 가쓰시카구 출생
- 1994년 6급 (장려회 입회)
- 1997년 초단 승단
- 2000년 4월 1일 4단 승단 (프로 입단)
- 2003년 4월 1일 5단 승단
- 2004년 10월 1일 6단 승단
- 2005년 10월 1일 7단 승단
- 2005년 11월 17일 8단 승단
- 2005년 11월 30일 9단 승단 (역대 최연소)

## 쇼기 수상
- 일본 쇼기 용왕전 11번 우승(2004,05,06,07,08,09,10,11,12,15,16), 영세용왕(永世竜王)
- 일본 쇼기 왕좌전 우승(2011)
- 일본 쇼기 기왕전 7연패(2012,13,14,15,16,17,18), 영세기왕(永世棋王)
- 일본 쇼기 왕장전 3번 우승(2012,13,18)
- 일본 쇼기 기성전 우승(2019)
- NHK배 TV장기 선수권 대회 우승(2012)
- 은하전(銀河戦) 4번 우승(2005,07,11,14)
- 일본 신인왕전 우승(2005)